# Bologneser Schule

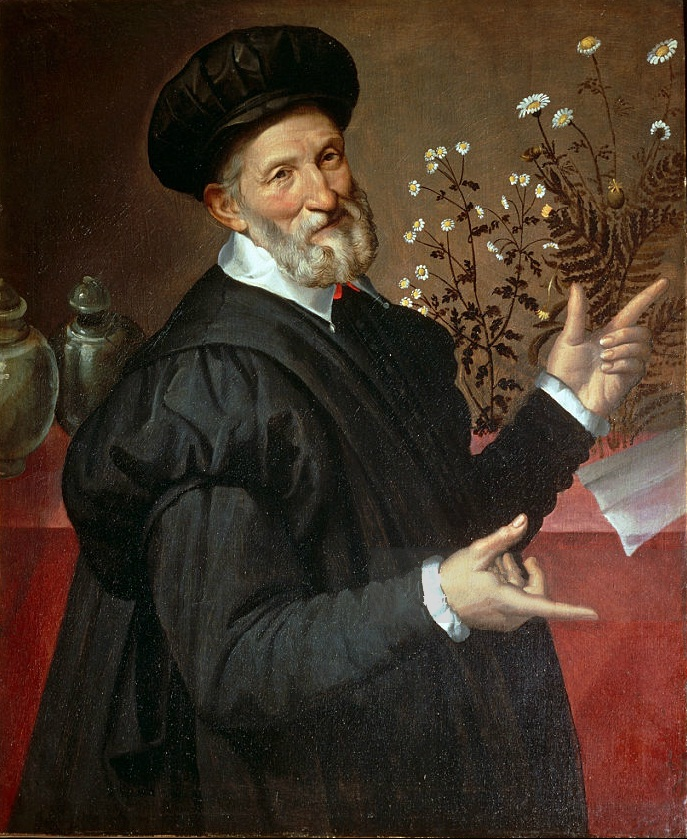
Bartolomeo Passarotti: Ein Botaniker, 1550, Galleria Spada, Rom

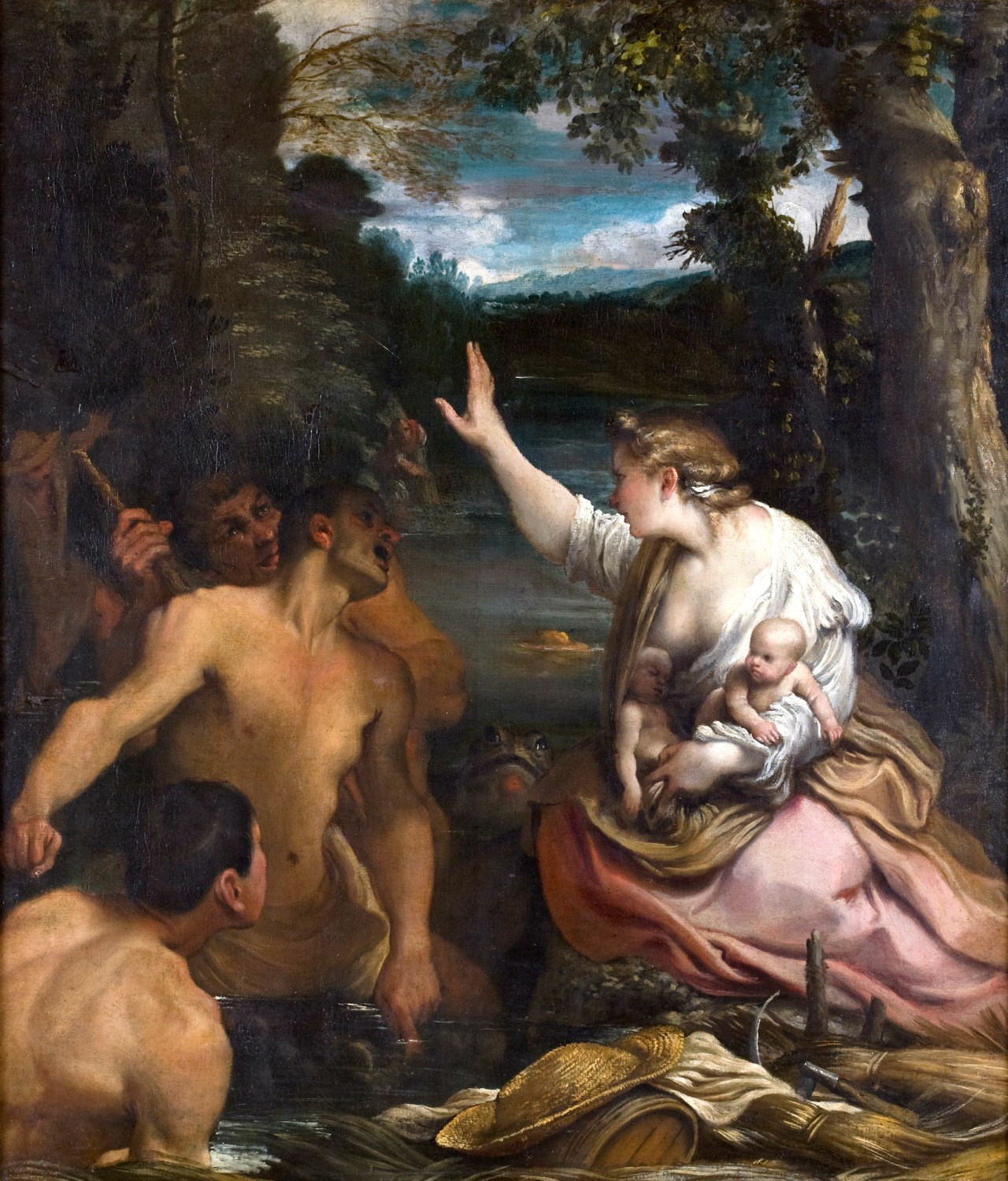
Annibale Carracci: Latona und die lykischen Bauern, 16. Jh., Schloss Kroměříž

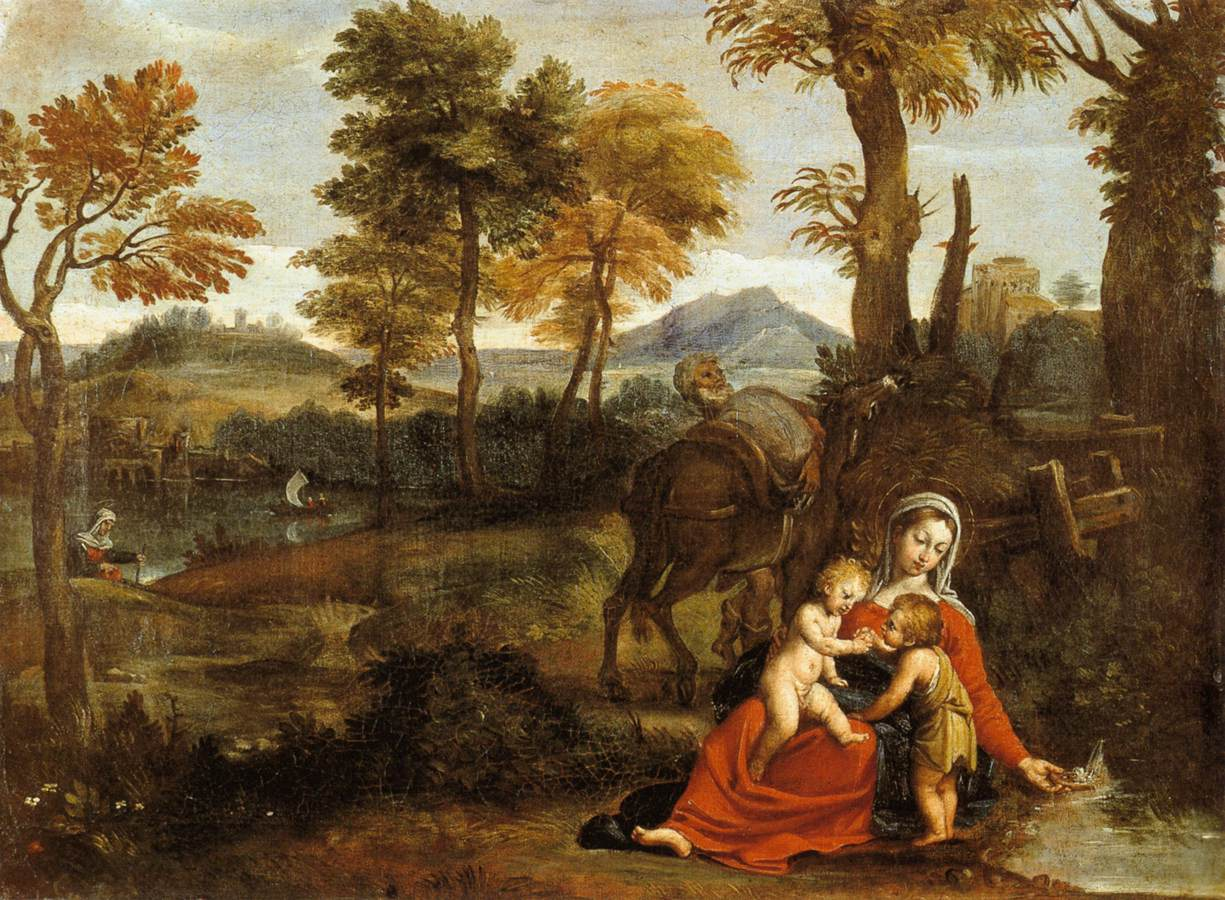
Domenichino: Ruhe auf der Flucht nach Ägypten, um 1605, Musée Mandet, Riom

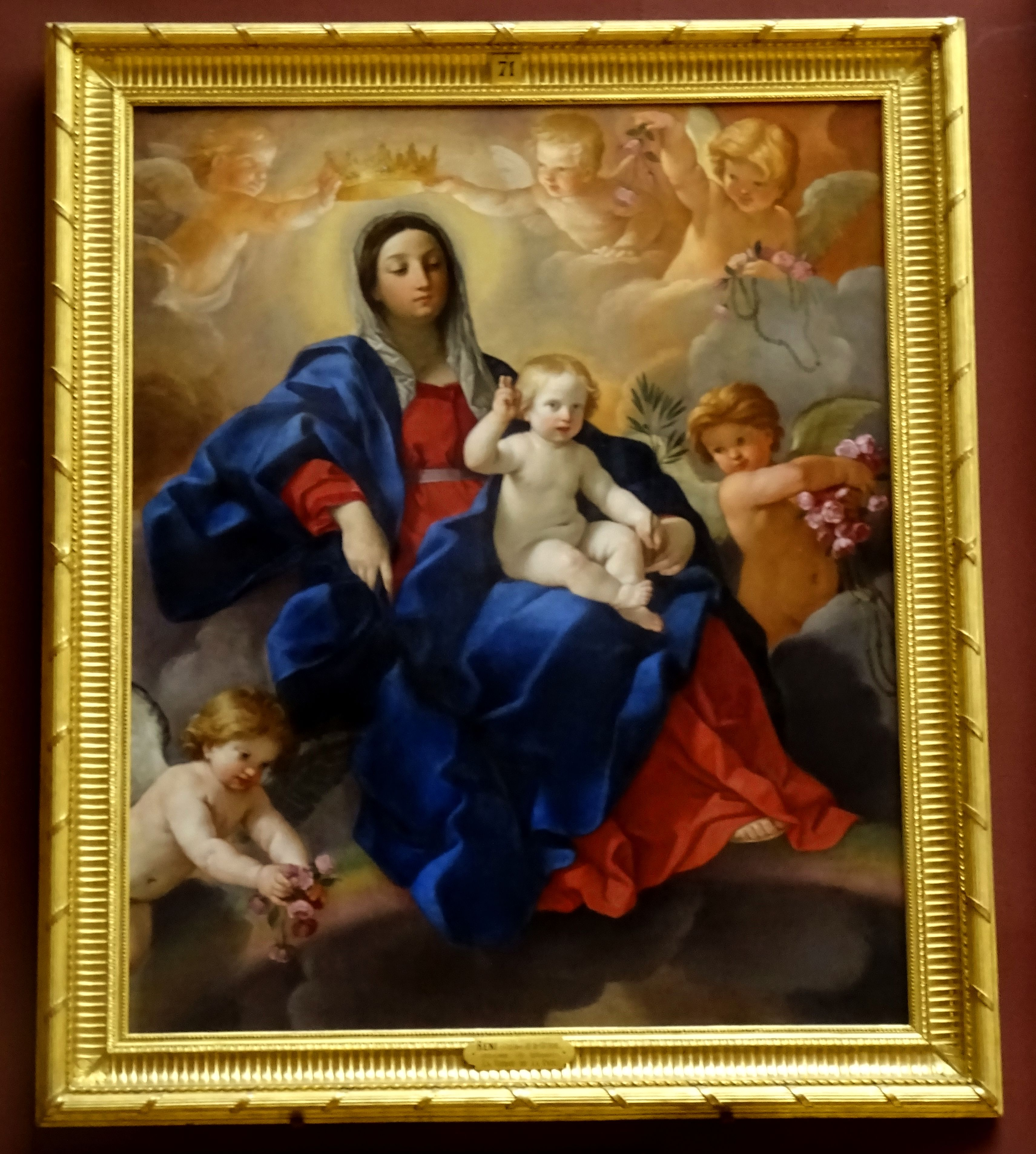
Guido Reni: Die Madonna des Friedens, 1. Viertel 17. Jh., Musée Condé, Chantilly

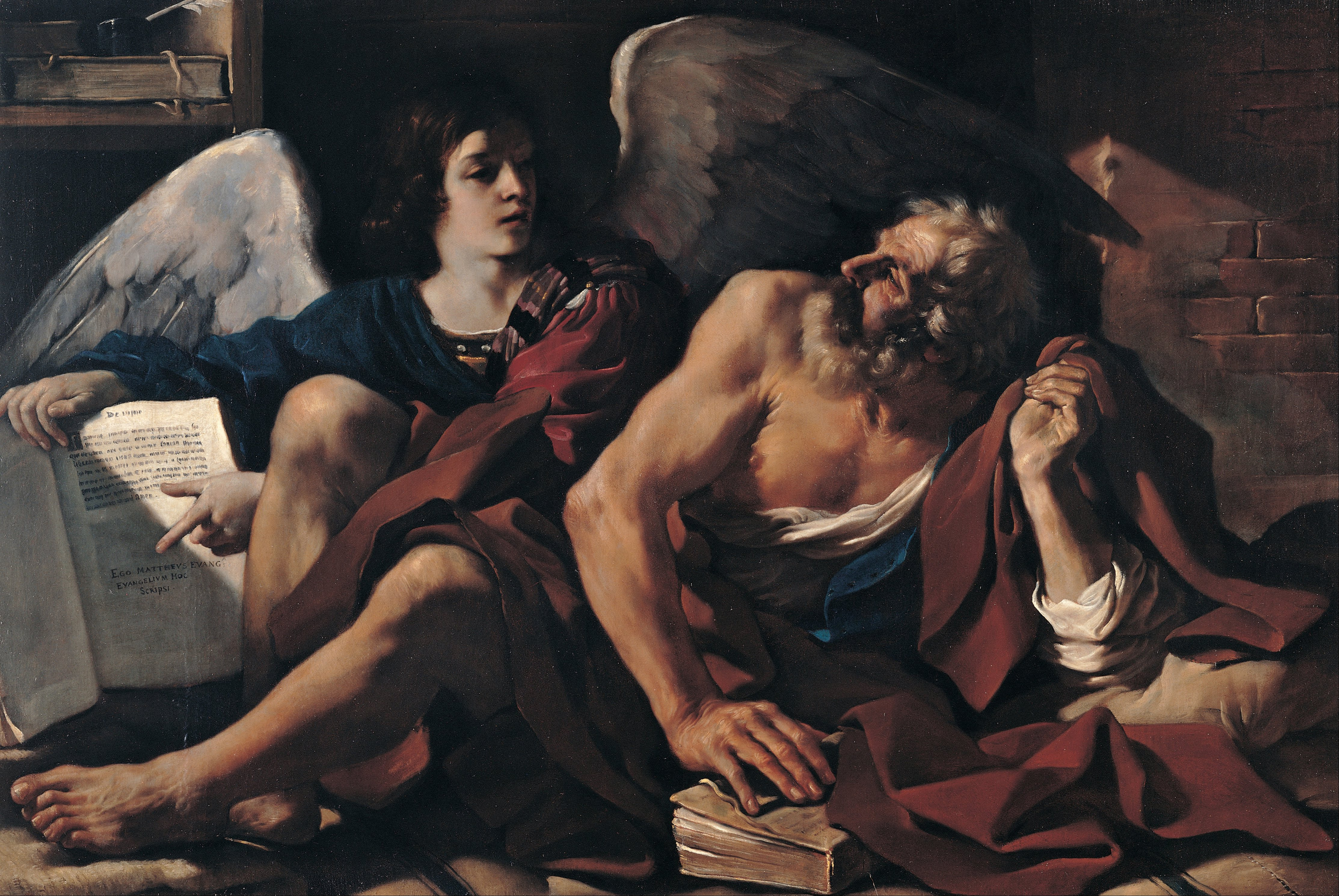
Guercino: St. Matthäus und der Engel, 1622, Kapitolinische Museen, Rom

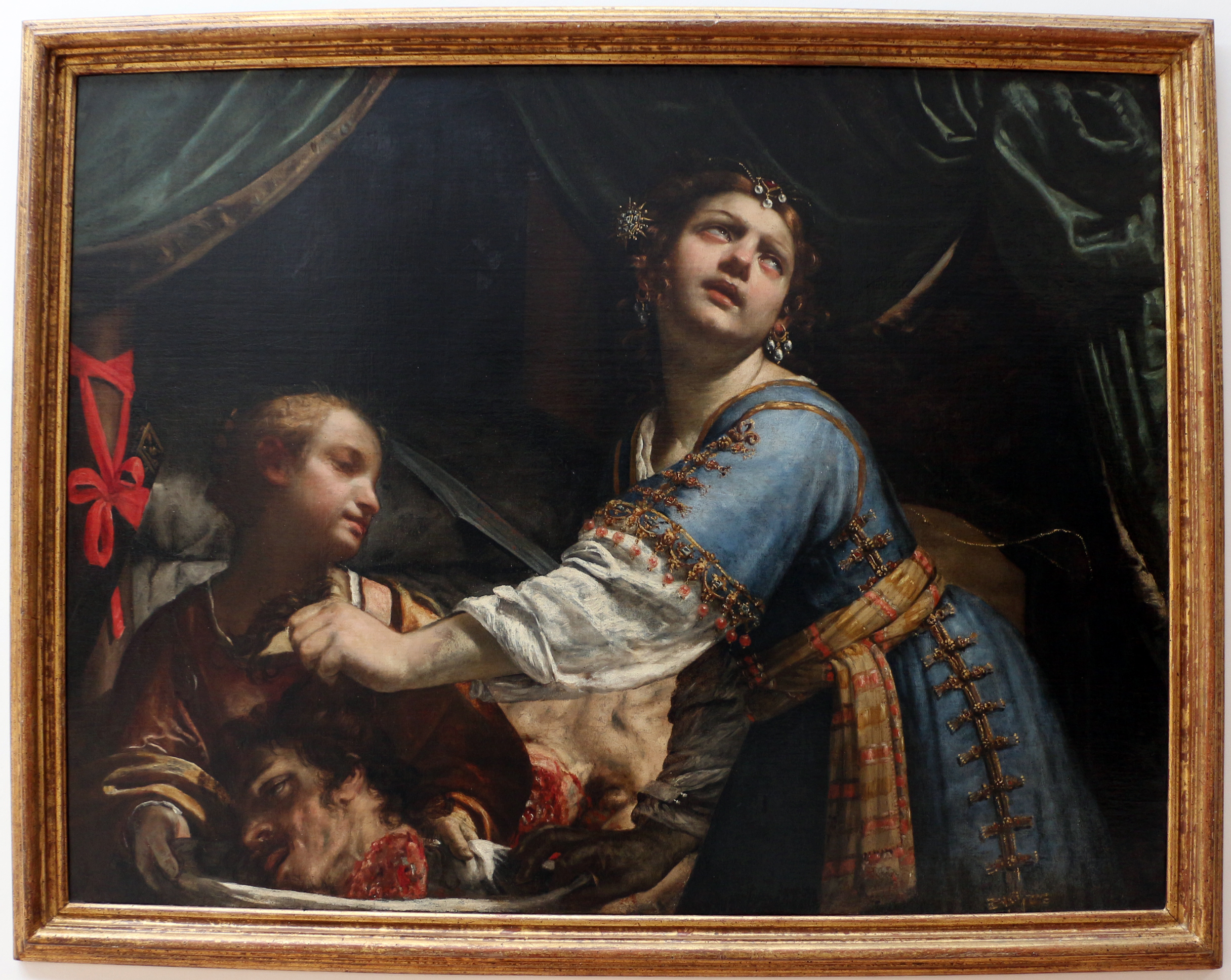
Guido Cagnacci: Judith mit dem Haupt des Holofernes, um 1640–45, Pinacoteca Nazionale di Bologna

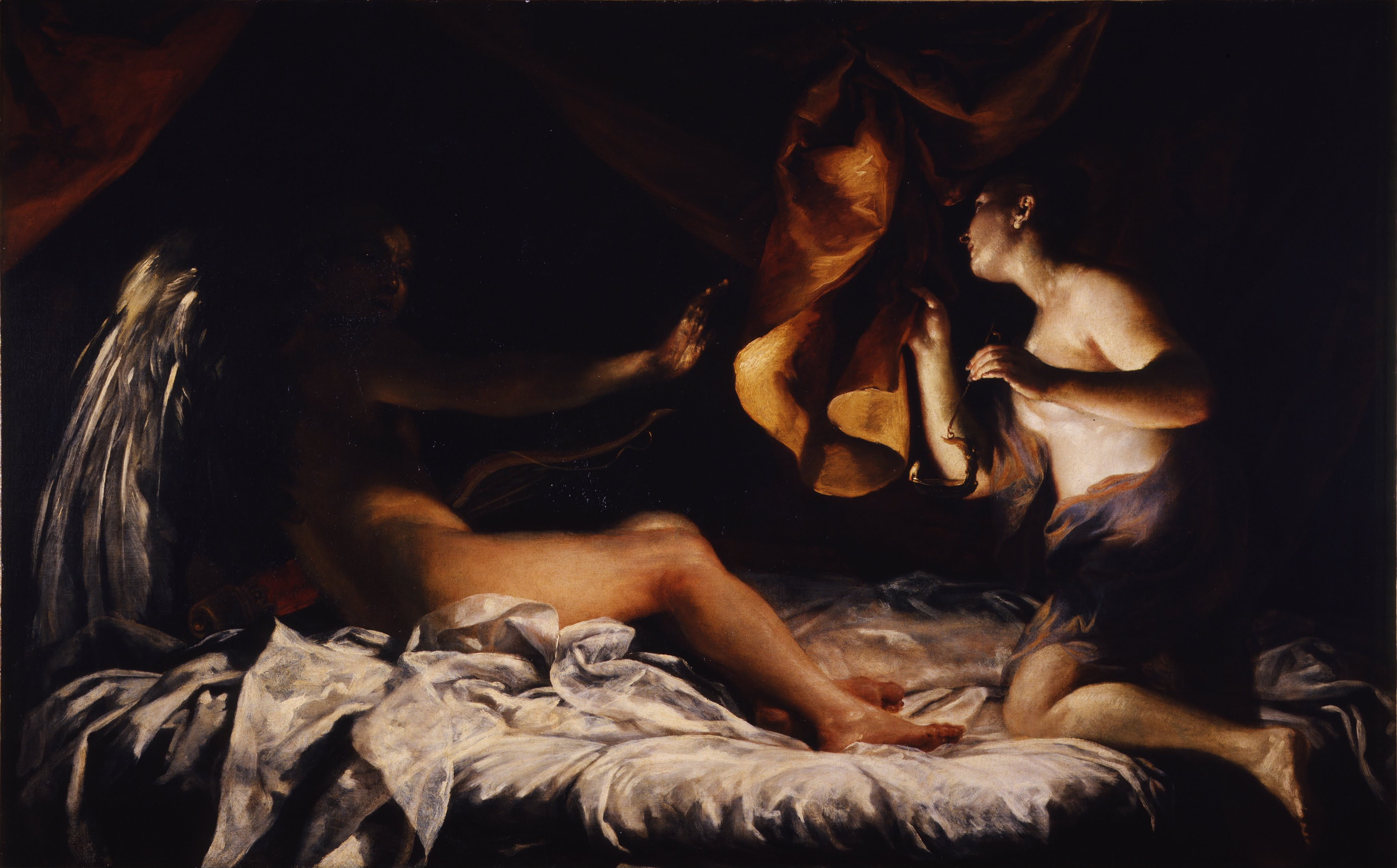
Giuseppe Maria Crespi: Amor und Psyche, 1707–1709, Uffizien, Florenz

Die Bologneser Schule ist eine Stilrichtung der italienischen Malerei. Sie ist benannt nach der norditalienischen Stadt Bologna, aus der die wichtigsten Vertreter der Schule kamen, oder wo sie tätig waren.
Als Begründer der Bologneser Schule gilt oft Francesco Francia, ein Zeitgenosse Raffaels.
Mit der Gründung der Accademia degli Incamminati durch Ludovico, Agostino und Annibale Carracci und deren Ziel einer größeren Natürlichkeit und gleichzeitig neuen Ausrichtung der Kunst an den klassischen Idealen der Antike und der Renaissance – im Gegensatz zum Manierismus – wurde die Bologneser Schule zum wichtigsten Ausgangspunkt des Barock in der europäischen Malerei.
Sie war im 17. Jahrhundert bestimmend für die Strömung des sogenannten klassizistischen Barock in der Malerei, die grundsätzlich im Gegensatz zum oft kruden Naturalismus und Tenebrismus der Caravvaggisten stand, obwohl die beiden Strömungen auch vermischt wurden. Bedeutende Vertreter des barocken Klassizismus sind Guido Reni, Domenichino und teilweise Guercino, die alle auch in Rom wirkten und diese Strömung damit internationalisierten.
Von der Bologneser Schule als Stilrichtung ist die ältere Bologneser Schule des 14. Jahrhunderts um Vitale da Bologna (1310–1360), Dalmasio Scannabecchi (1315–1374), Simone dei Crocifissi (1330–1390) und Lippo di Dalmasio (1355–1410) zu unterscheiden.

## Liste von Künstlern

### Zeitraum der Tätigkeit: vor 1600
- Francesco Francia (1447–1517)
- Lorenzo Costa der Ältere (1460–1535)
- Pier Maria Pennacchi (1464–vor 1516)
- Amico Aspertini (1474–1552)
- Girolamo da Treviso (1497–1544)
- Girolamo da Carpi (1501–1556)
- Prospero Fontana (1512–1597)
- Bartolomeo Passerotti (1529–1592)
- Giovanni Francesco Bezzi (Nosadella) (1530–1571)
- Lorenzo Sabbatini (ca. 1530–1576)
- Denys Calvaert (1540–1619)
- Pietro Faccini (1552–1614)
- Lavinia Fontana (1552–1614)
- Bartolomeo Cesi (1556–1629)
- Ludovico Carracci (1555–1619)
- Agostino Carracci (1557–1602)
- Annibale Carracci (1560–1609)
- Camillo Procaccini (1561–1629)
- Benedetto Gennari senior (1563–1610)

### Ca. 1600–1650
- Carlo Bononi (1569–ca. 1632)
- Lucio Massari (1569–1633)
- Francesco Brizio[1] (ca. 1574–1623)
- Guido Reni (1575–1642)
- Giovanni Andrea Donducci (il Mastelletta) (1575–1655)
- Lionello Spada (1576–1622)
- Giovanni Battista Viola (1576–1622)
- Giacomo Cavedone (1577–1660)
- Alessandro Tiarini (1577–1668)
- Bartolomeo Schedoni (1578–1615)
- Francesco Albani (1578–1660)
- Lorenzo Garbieri (1580–1654)
- Domenichino (1581–1641)
- Sisto Badalocchio (1581–ca. 1647)
- Giovanni Lanfranco (1582–1647)
- Francesco Gessi (1588–1649)
- Giovanni Francesco Barbieri (Guercino) (1591–1666)
- Guido Cagnacci (1601–1663)
- Giovanni Battista Ruggieri (1603–1633)
- Angelo Michele Colonna (1604–1687)
- Agostino Mitelli (1609–1660)
- Simone Cantarini (Il Pesarese) (1612–1648)
- Giovanni Maria Bibiena (1618–1665)
- Domenico Maria Canuti (1620–1660)

### Ca. 1650–1700
- Carlo Cignani (1628–1719)
- Lorenzo Pasinelli (1629–1700)
- Benedetto Gennari d. J. (1633–1715)
- Elisabetta Sirani (1638–1665)
- Enrico Haffner (1640–1702)
- Angelo Michele Toni (1640–1708)
- Marcantonio Franceschini (1648–1729)
- Giuseppe Maria Mazza (Bildhauer, 1653–1741)
- Giovanni Gioseffo dal Sole (1654–1719)
- Giovanni Antonio Burrini (1656–1727)
- Ferdinando Galli da Bibiena (1656–1743)
- Francesco Galli da Bibiena (1659–1739)
- Giovan Giacomo Monti

### Nach 1700
- Giuseppe Maria Crespi (1665–1747)
- Donato Creti (1671–1749)
- Ubaldo Gandolfi (1728–1781)
- Gaetano Gandolfi (1734–1802)
- Giuseppe Marchesi (il Sansone) (1778–1867)